# Januš Štrukelj
Januš Štrukelj (sinh 8 tháng 4 năm 1991) là một cầu thủ bóng đá Slovenia thi đấu cho Gorica.